# Oribotritia paraspinosa
Oribotritia paraspinosa är en kvalsterart som beskrevs av Sandór Mahunka 1999. Oribotritia paraspinosa ingår i släktet Oribotritia och familjen Oribotritiidae. Inga underarter finns listade i Catalogue of Life.